# Smučarski skoki na Zimskih olimpijskih igrah 1998
Rezultati smučarskih skokov na XVIII. zimskih olimpijskih igrah.

## Moški

### Srednja skakalnica (HS-70)
Tekmovanje na 70 m skakalnici je potekalo 11. februarja. Za drugi skok se je kvalificiral samo Primož Peterka, in sicer se je po prvem skoku uvrstil na 9. mesto s 109.0 točkami, v drugem skoku mu je uspel daljši skok in se je s 114.0 točkami uvrstil na 5. mesto, skupno je dosegel 223.0 točk in dosegel 6. mesto.
| Medalja | Tekmovalec             | Točke |
| Zlato   | Jani Soininen (FIN)    | 234.5 |
| Srebro  | Kazuyoshi Funaki (JPN) | 233.5 |
| Bron    | Andreas Widhölzl (AVT) | 232.5 |
| ...     |                        |       |
| 6.      | Primož Peterka (SLO)   | 223.0 |
| 38.     | Blaž Vrhovnik (SLO)    | 81.0  |
| 39.     | Peter Žonta (SLO)      | 80.5  |
| 42.     | Urban Franc (SLO)      | 79.5  |

### Velika skakalnica (HS-90)
Tekmovanje na 90 m skakalnici je potekalo 15. februarja. Za drugi skok so se kvalificirali vsi slovenski tekmovalci razen Mihe Rihtarja, ki mu je s 93.4 točkami zmanjkala dobra točka za uvrstitev v drugi del in je končal na 34. mestu. Peterka je nadaljeval uspeh iz 70 m skakalnice in v prvem skoku s 115.2 točkami pristal na 8. in v drugem skoku s 137.1 na 5. mestu, Blaž Vrhovnik je po prvih skokih s 107.3 točkami dosegel 20. in po drugih s 117.3 15. mesto in skupno končal na 17. mestu, Žonti se je ponesrečil drugi skok, kjer je dosegel samo 71.4 točk, po dobrem prvem, kjer je s 105.1 točkami dosegel 23. mesto, ter tako pristal na robu trideseterice.
| Medalja | Tekmovalec             | Točke |
| Zlato   | Kazuyoshi Funaki (JPN) | 272.3 |
| Srebro  | Jani Soininen (FIN)    | 260.8 |
| Bron    | Masahiko Harada (JPN)  | 258.3 |
| ...     |                        |       |
| 5.      | Primož Peterka (SLO)   | 251.1 |
| 17.     | Blaž Vrhovnik (SLO)    | 226.8 |
| 28.     | Peter Žonta (SLO)      | 178.4 |
| 34.     | Miha Rihtar (SLO)      | 93.4  |

### Ekipno (HS-90)
Ekipno tekmovanje je potekalo 17. februarja.
| Medalja | Ekipa                                                                                      | Točke |
| Zlato   | Japonska (Takanobu Okabe, Hiroya Saito, Masahiko Harada, Kazuyoshi Funaki)                 | 933.0 |
| Srebro  | Nemčija (Sven Hannawald, Martin Schmitt, Hansjörg Jäkle, Dieter Thoma)                     | 897.4 |
| Bron    | Avstrija (Reinhard Schwarzenberger, Martin Höllwarth, Stefan Horngacher, Andreas Widhölzl) | 881.5 |
| ...     |                                                                                            |       |
| 10.     | Slovenija (Blaž Vrhovnik, Peter Žonta, Primož Peterka, Miha Rihtar)                        | 610.3 |